# Friedrich Jobst Volckamer von Kirchensittenbach
Friedrich Jobst Guido Otto Volckamer von Kirchensittenbach (* 16. April 1894 in Oberstdorf; † 3. April 1989 in München) war ein deutscher General der Gebirgstruppe im Zweiten Weltkrieg.

## Leben

### Herkunft und Familie
Friedrich Jobst Volckamer von Kirchensittenbach war General der Gebirgstruppe a. D. und der Sohn des Zollbeamten Jakob Albin Friedrich Christoph Jobst Volckamer von Kirchensittenbach und dessen Ehefrau Emma, geborene Klapper († 1914).
Am 26. Juli 1925 heiratete er Irmgard Marie Emma von Eyb (1899–1989), Tochter des Bezirksamtmannes Kurt von Eyb.

### Bayerische Armee
Nach dem Erwerb der Hochschulreife (15. Juli 1913) trat er am 1. Oktober 1913 als Einjährig-Freiwilliger in die 7. Kompanie des 19. Infanterie-Regiments „König Viktor Emanuel III. von Italien“ der Bayerischen Armee ein. Am 13. November 1913 wurde er zum Fahnenjunker befördert. Im Jahr 1914 erfolgten die Beförderungen zum Unteroffizier am 7. Januar, zum Fähnrich am 1. Juli sowie zum Leutnant am 27. September (Patent vom 7. Januar 1913). Während des Ersten Weltkriegs war er an der Westfront als MG-Zugführer, Kompanieführer sowie Bataillons-, Regiments- und stellv. Brigadeadjutant eingesetzt und wurde am 6. April 1918 zum Oberleutnant befördert. Für seine Leistungen zeichnete man ihn mit beiden Klassen des Eisernen Kreuzes sowie dem Militärverdienstorden IV. Klasse mit Schwertern und Krone aus.

### Weimarer Republik
Ende April bis Anfang Mai 1919 war Friedrich Volckamer von Kirchensittenbach kurzzeitig Mitglied im Freikorps Epp, wurde jedoch bald in die Vorläufige Reichswehr übernommen und diente im Jäger-Bataillon 41 des Reichswehr-Schützen-Regiments 41. Mit der Bildung der Reichswehr setzte er seinen Dienst im 19. (Bayerisches) Infanterie-Regiment fort. Dort erfolgte am 1. November 1926 seine Beförderung zum Hauptmann.

### Zeit des Nationalsozialismus
Am 1. September 1934 wurde er zum Major befördert. Er übernahm 1935 das II. Bataillon im Gebirgsjäger-Regiment 99 in Augsburg, mit dem er 1936 unter dem späteren Generaloberst Eduard Dietl in Füssen einzog. Ab 1. Mai 1940 war er Kommandeur des Gebirgsjäger-Regiments 141 in der 6. Gebirgs-Division.
Friedrich Volckamer von Kirchensittenbach führte im Balkanfeldzug das Gebirgsjäger-Regiment 141 der 6. Gebirgs-Division. Anschließend wurde er Chef des Stabes der Inspektion des Erziehungs- und Bildungswesens im OKH und schließlich stellvertretender Inspekteur des Erziehungs- und Bildungswesens. Im Dezember 1942 verließ er als Generalmajor befördert diesen Posten, um den Befehl über die 8. Jäger-Division an der Ostfront bis 1944 zu übernehmen.
Das Deutsche Kreuz in Gold wurde Generalleutnant Friedrich Volckamer von Kirchensittenbach am 3. November 1943 und das Ritterkreuz des Eisernen Kreuzes am 26. März 1944 verliehen. Im Oktober 1944 kam er als Kommandierender General des L. Armeekorps nach Kurland, wo er im März 1945 als General der Gebirgstruppe die 16. Armee übernahm.
Bei Kriegsende geriet er in sowjetische Kriegsgefangenschaft, aus der er 1955 entlassen wurde. Seine zehnjährige Kriegsgefangenschaft in der Sowjetunion fand erst mit dem historischen Moskaubesuch des deutschen Bundeskanzlers Konrad Adenauer ein Ende. Sein von ihm für die Wissenschaftliche Kommission für deutsche Kriegsgefangenengeschichte verfasster Bericht über die Zeit der Kriegsgefangenschaft wurde 1984 als Buch Ohne Zorn und Eifer. Bericht einer Gefangenschaft 1945–1955 veröffentlicht.

## Auszeichnungen
- 1941: St. Alexander-Orden III. Klasse am Ring
- 1941: Kommandeurskreuz des Sterns von Rumänien mit Schwertern
- 1941/42: Bulgarisches Militär-Verdienst-Kreuz II. und I. Klasse
- 1945: Ärmelband Kurland

## Schriften
- Gemeinsam mit Wolfgang Vogelsgesang: Leiden sind Lehren – Das Leben des Friedrich Jobst Volckamer von Kirchensittenbach. 1980.
- Ohne Zorn und Eifer. Bericht einer Gefangenschaft 1945 bis 1955. 1984, ISBN 978-3-925967-02-3.